# Slavica (ime)
Slavica je žensko osebno ime.

## Izvor imena
Ime Slavica je različica ženskega osebnega imena Slavka.

## Pogostost imena
Po podatkih Statističnega urada Republike Slovenije je bilo na dan 31. decembra 2007 v Sloveniji število ženskih oseb z imenom Slavica: 3.502. Med vsemi ženskimi imeni pa je ime Slavica po pogostosti uporabe uvrščeno na 76. mesto.

## Osebni praznik
Osebe z imenom Slavica praznujejo osebni praznik takrat kot osebe z imenom Alojzij oziroma Stanislav.